# Rue Pelleport
La rue Pelleport est une voie située dans les quartiers du Père-Lachaise et de Saint-Fargeau du 20e arrondissement de Paris.

## Situation et accès
La rue Pelleport est desservie à proximité par la ligne 3 bis à la station Pelleport, la ligne 3 à la station Porte de Bagnolet et la ligne 11 à la station Télégraphe.

## Origine du nom

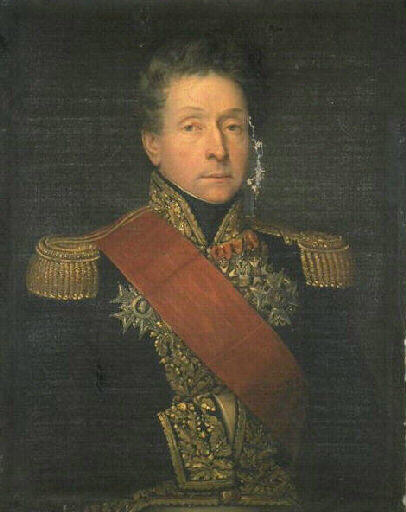
Pierre de Pelleport.

La dénomination de la voie est un hommage à Pierre de Pelleport (1773-1855), général d'Empire et défenseur du quartier en 1814.

## Historique
Cette voie qui longeait à l'extérieur les murs du parc de Ménilmontant est présente sur le plan de Roussel de 1730. 
C'était une voie reliant les anciens villages puis communes de Charonne et de Belleville. Avant le rattachement de ces communes à Paris en 1860, elle était nommée rue de Belleville ou route de Ménilmontant entre les rues de Bagnolet et du Surmelin dans la commune de Charonne et rue de Charonne dans la commune de Belleville entre les rues du Surmelin et de Belleville. 
Parallèle à  la route Militaire de l'enceinte de Thiers, la rue a également fait partie de la « route départementale no 40 » de Pantin à Charonne, qui se prolongeait par des tronçons de la rue du Parc (actuelle rue de Belleville) et de la rue Haxo. Cette voie est classée dans la voirie parisienne en vertu d'un décret du 23 mai 1863 avant de prendre sa dénomination actuelle par un décret du 10 août 1868.
Le 15 septembre 1918, durant la Première Guerre mondiale, une bombe explose sur le no 91 rue Pelleport, lors d'un raid effectué par des avions allemands,.

## Bâtiments remarquables et lieux de mémoire
- No 24 : bâtiment construit en 1930 (architecte Louis Sarret).
- Nos 26-28 : bâtiments construits en 1931 (architecte Louis Sarret).
- No 31 : résidence de la mère du résistant Henri Krasucki, qui fut suivie jusqu'à sa planque de la rue Stanislas-Meunier conduisant à son arrestation le 23 mars 1943[4]. Bâtiment de 1925 (architecte Louis Sarret).
- Nos 89-91 : bibliothèque historique des Postes et Télécommunications.
- No 99 : école maternelle publique (architecte Francis Soler, 1988)[5].
- No 128 : à ce niveau se trouvait l'entrée du château de Ménilmontant, démoli au XIXe siècle[3].
- No 130 : église catholique Notre-Dame-de-Lourdes[3].
- No 131 : immeuble de l'architecte Frédéric Borel, construit en 1999.
- No 136 : à ce niveau se trouvait le Stade Anastasie, « une sorte de restaurant-dancing, avec quelques chambres à l'étage, situé sur un terrain vague planté d'arbres et clos par un mur d'enceinte » décrit l'écrivain Ernest Hemingway. Des compétitions de boxe y ont lieu. Il assiste ainsi à un match du boxeur canadien Larry Gains (en)[3],[6].
- No 151 : emplacement de la fontaine marchande de Belleville[7].
- No 153 bis : à partir de 1959, siège social des Colles et couleurs Cléopâtre. Cette entreprise, créée en 1930 rue Chapon, fabriquait des pots de colle appréciés des écoliers pour leur odeur d'amande. En 1971, elle déménage à Ballan-Miré (Indre-et-Loire).
- No 157 : début de la voie Z/20.
- No 165 : mur peint.

Illustrations
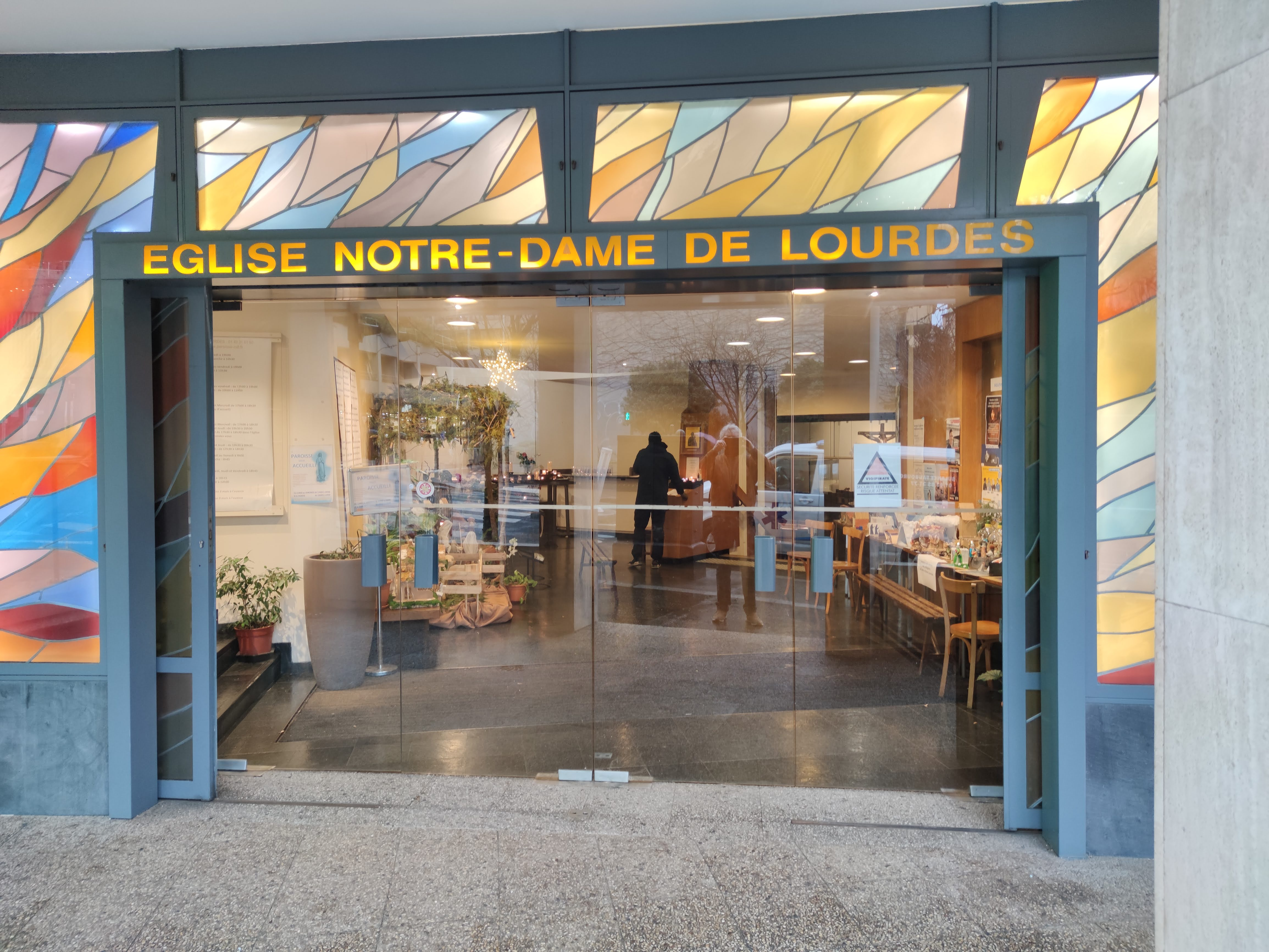
No 130 : entrée de l'église N.D.-de-Lourdes.
No 131 : immeuble de Frédéric Borel.
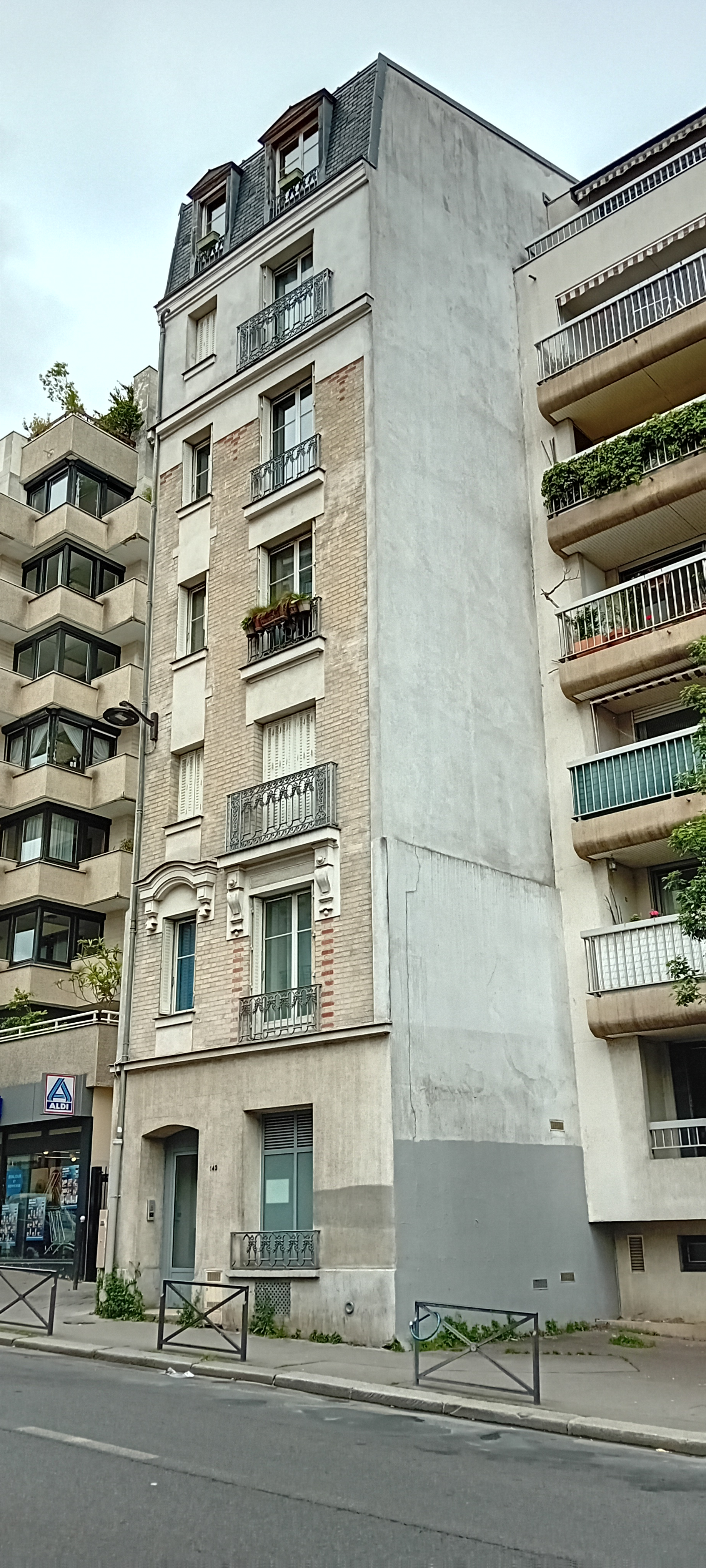
No 142.
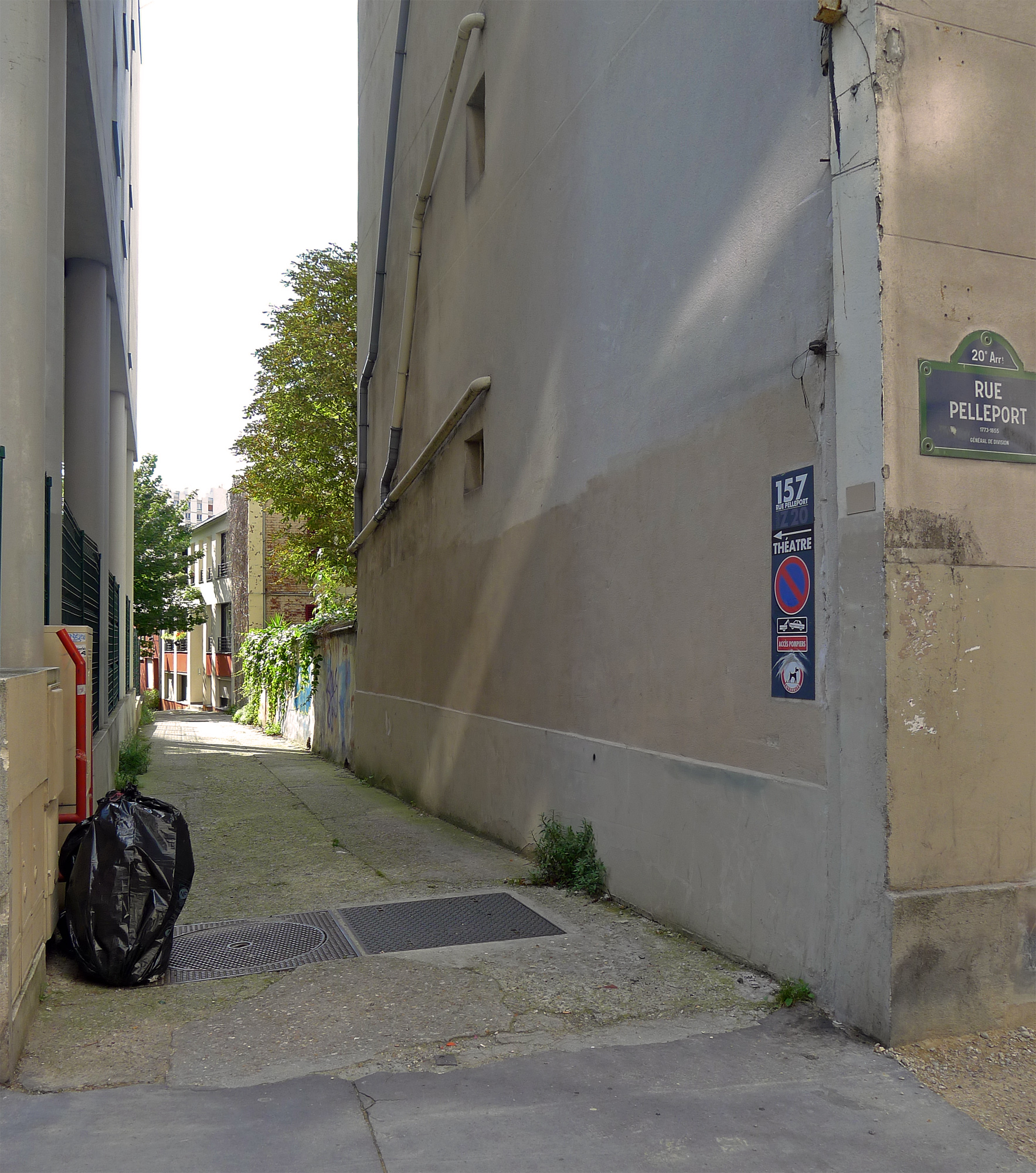
No 157 : entrée de la voie Z/20.